# Arrondissement de Goes
L'arrondissement de Goes est une ancienne subdivision administrative française du département des Bouches-de-l'Escaut créée en 1810 et supprimée en 1814.

## Historique
Le département des Bouches-de-l'Escaut est créé par décret du 15 mai 1810 et l'arrondissement de Goes est officiellement créé à cette occasion.
MM. Ossewaarde fils et de Lommessen en sont successivement sous-préfets,,
L'ensemble des unités administratives françaises de la Hollande est officiellement supprimé par le traité de Paris en mai 1814.
L'arrondissement correspond à la partie de la province néerlandaise actuelle de la Zélande située essentiellement sur la presqu'île Beveland-du-Sud (sauf Kortgene, en Beveland-du-Nord).

## Composition
L'arrondissement comprenait les cantons de Goes, Heinkenszand, Kortgene et Kruiningen.